# Немски ренесанс
Немският ренесанс, част от Северния ренесанс, е културно и артистично движение, разпространявано сред германските мислители през XVI и XVI в., което произхожда от Италианския ренесанс. Много области в изкуството и науката били повлияни, поради разпространението на ренесансовия хуманизъм към различните германски държави и княжества. Настъпил напредък в областта на архитектурата, изкуствата и науките. В Германия настъпили две епохи на човешко развитие, които ще доминират през 16 век из цяла Европа. Това са книгопечатане и Протестантската реформация.
Един от най-важните немски хуманисти е Конрад Келтис (1459-1508). Келтис учи в Кьолн и Хайделберг, а по-късно пътува из цяла Италия, събирайки латински и гръцки ръкописи. Силно повлиян от Тацит, той използва книгата му Germania, за да представи немската история и география. Но в крайна сметка посвещава времето си на поезията, в която възхвалява Германия по време на Римската империя на латински. Друга важна фигура за Германския Ренесанс е Йоханес Ройхлин (1455-1522), който учи на различни места в Италия и по-късно преподава гръцки. Той изучава еврейския език, като се стреми да пречисти християнството, но срещнал съпротива от църквата.
Най-значимият немски ренесансов художник е Албрехт Дюрер, известен със своята графика в дърворезбата и гравиранетов рисунки и рисувани портрети, които се разпространяват из цяла Европа. Важната архитектура на този период включва резиденцията Ландсхут, замъка Хайделберг и кметството в Аугсбург.